# Мегет (Јужна Каролина)
Мегет (енгл. Meggett) град је у америчкој савезној држави Јужна Каролина.

## Демографија
По попису из 2010. године број становника је 1.226, што је 4 (-0,3%) становника мање него 2000. године.
| Група             | 2000.       | 2010.         |
| Белци             | 962 (78,2%) | 1.027 (83,8%) |
| Афроамериканци    | 249 (20,2%) | 165 (13,5%)   |
| Азијати           | 1 (0,1%)    | 5 (0,4%)      |
| Хиспаноамериканци | 7 (0,6%)    | 14 (1,1%)     |
| Укупно            | 1.230       | 1.226         |